# Friedrich Sustris

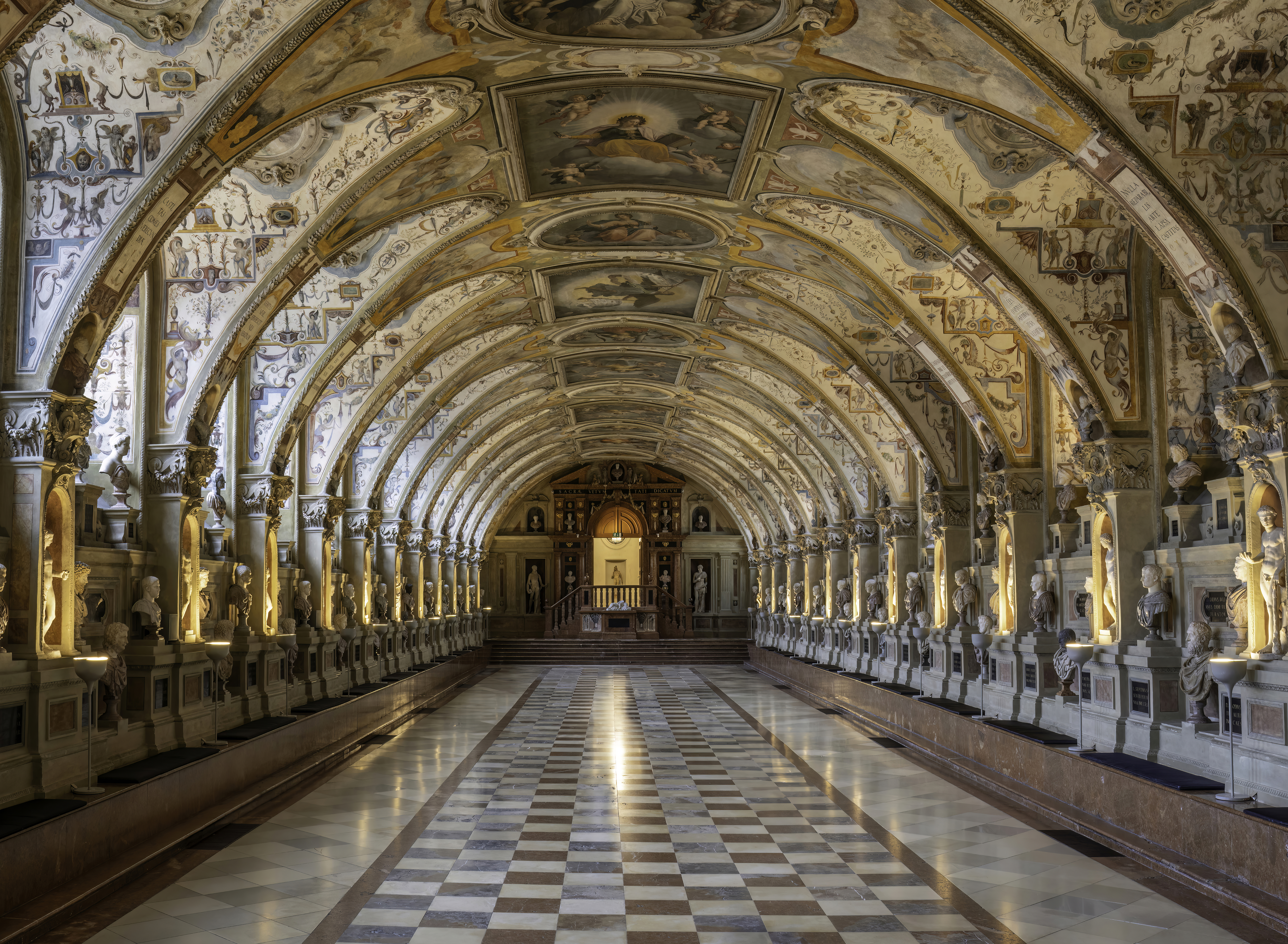
Das Antiquarium in der Münchner Residenz

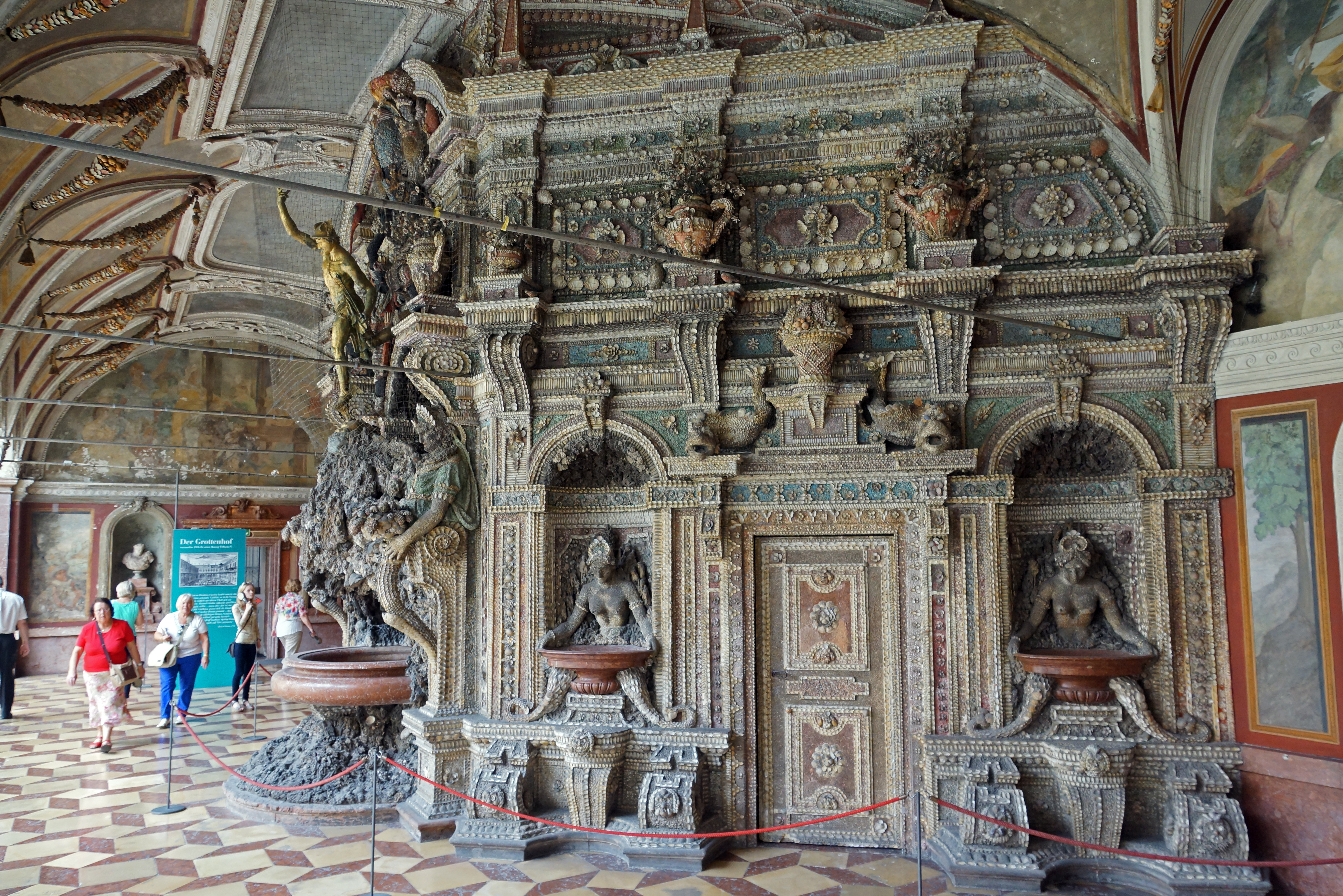
Der Grottenhof in der Münchner Residenz

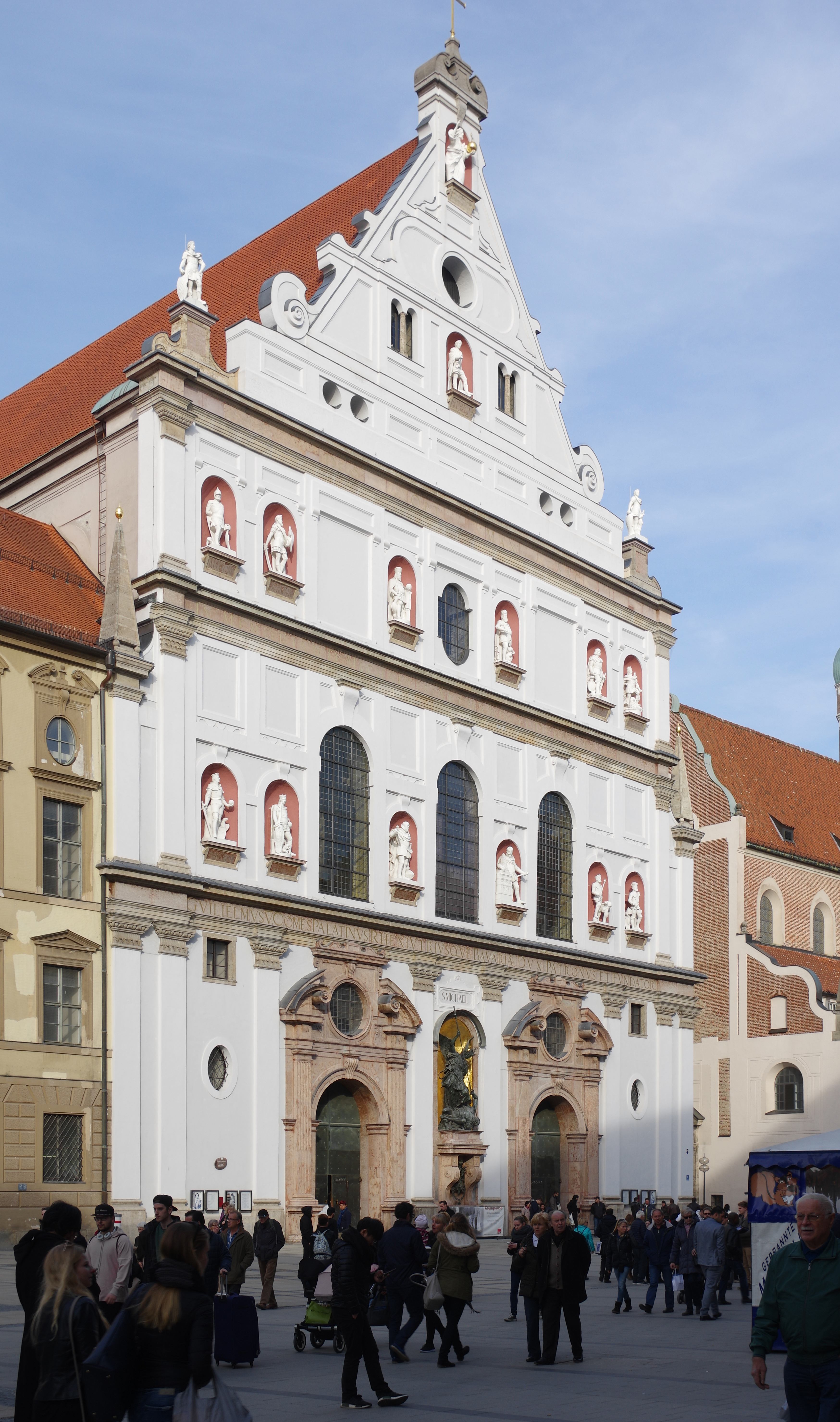
Die Jesuitenkirche St. Michael in der Münchner Altstadt

Friedrich Sustris (* um 1540 in Italien; † 1600 in München) war ein deutsch-niederländischer Maler, Dekorateur und Architekt. Er war der Sohn des niederländischen, in Italien tätigen Künstlers Lambert Sustris.

## Leben
Über die Kindheit Sustris ist kaum etwas bekannt. Erst ab der Zeit seiner Lehre weiß man mehr über ihn. Zunächst ging er bei seinem Vater Lambert Sustris in Venedig und Padua in die Lehre. Von 1563 bis 1567 war er Schüler und Gehilfe Giorgio Vasaris in Florenz, nachdem er um etwa 1560 eine Zeit lang in Rom lebte. Nach diesen Lehrjahren bekam er einen ersten Auftrag: Hans Fugger beauftragte ihn mit der Ausschmückung und der Dekoration des Fuggerhauses in Venedig.
Bis 1573 arbeitete er dann zusammen mit verschiedenen Gehilfen, darunter auch Carlo Pallago, in Augsburg an den Räumen für die Kunstsammlung des Hans Fugger im rückwärtigen Teil der Fuggerhäuser.
Nach der Ausführung dieses Auftrags trat er 1573 als Künstler und Kunstintendant in die Dienste des bayerischen Herzogs und Thronfolgers Wilhelm V. Ein Hauptaufgabenfeld war die Leitung der Umgestaltung der Burg Trausnitz über Landshut.
Mit seiner Regierungsübernahme und Übersiedlung in die Residenzstadt nahm ihn Wilhelm V. 1579 nach München mit, um ihm die Direktion über alle wichtigen künstlerischen Projekte zu übertragen. 1583 wurde er Maler und oberster Baumeister im Hofdienst. Er brachte die Formensprache des niederländisch-italienischen Manierismus nach München und trug dadurch wesentlich dazu bei, dass München zur deutschen Kunstmetropole der Spätrenaissance aufstieg. Nachdem der Herzog 1597 abgedankt hatte, stand Sustris in den persönlichen Diensten des Herzogs.
In München beteiligte sich Sustris am Ausbau des Antiquariums und des Grottenhofs der Münchner Residenz. Von 1583 bis 1597 entstand das wichtigste und bekannteste Werk Sustris: die Jesuitenkirche St. Michael sowie vermutlich auch das angrenzende Kolleg.
In München, im Stadtteil Neuhausen-Nymphenburg, ist die Sustrisstraße nach ihm benannt.

## Werke
Sustris' wichtigste Werke sind:
- Fuggerhaus in Venedig
- bis 1573: Kunstkabinette in den Fuggerhäusern in Augsburg
- um 1575–1579: Ausbau des Residenzschlosses Trausnitz über Landshut
- 1581–1586: Münchner Residenz (Grottenhof und Umbau des Antiquariums)
- 1584: Plan für den Turm der Katholischen Pfarrkirche St. Georg in Otterfing
- 1583–1597: Jesuitenkirche St. Michael
- 1584–1586: Umbau von Chor und Turm der katholischen Pfarrkirche St. Jakob in Dachau